# Aeropuerto Internacional Chhatrapati Shivaji
El Aeropuerto Internacional Chhatrapati Shivaji (IATA: BOM, OACI: VABB), anteriormente Aeropuerto Internacional de Sahar, es un aeropuerto de Bombay, en la India. 

## Historia
RAF Santacruz fue un aeródromo de defensa de la Fuerza Aérea Real de India (RIAF, por sus siglas en inglés) durante la Segunda Guerra Mundial y fue entregada durante la década de 1950 (tras la independizarse la India del Reino Unido) al Departamento de Obras Públicas, y posteriormente quedó bajo la órbita del Ministerio de Aviación Civil del Gobierno de India. Su nombre original hace referencia al suburbio de Santacruz, donde el aeródromo estuvo ubicado. Aeropuerto de Santacruz fue durante largo tiempo el nombre, hasta que en la década de 1980 entró en funcionamiento la nueva terminal internacional entró en operación en Andheri. Incluso en la actualidad, las terminales regionales 1-A y 1-B son comúnmente conocidas como Aeropuerto Santacruz. 
El aeropuerto, se extendió sobre un área operacional de 5,9 km², aunque hoy en día se redujo a 4 km², es el más importante centro de conexión regional e internacional de la India. Sirve al área metropolitana de la ciudad de Bombay y las terminales están físicamente ubicadas en los suburbios de Santacruz y Sahar. El aeropuerto pasó a ser conocido como Aeropuerto Internacional de Sahar, ya que parte del aeropuerto se situaba dentro de los límietes de la por entonces villa de Sahar, en los suburbios de Andheri. Fue recientemente renombrada en homenaje al Emperador Maratha del siglo XVII, Chhatrapati Shivaji Raje Bhonsle.

## Estadísticas
El Aeropuerto Internacional Chhatrapati Shivaji es el aeropuerto de mayor movimiento de India y del Sudeste asiático. Sin embargo, se dice que para el 2010 el Aeropuerto Internacional Indira Gandhi de Nueva Delhi lo sobrepasará. Debido a que muchas nuevas aerolíneas aterrizan en la ciudad capital, el tráfico de pasajeros está aumentando a un ritmo mayor en el Aeropuerto Internacional Indira Gandhi. Recientemente la ruta Bombay-Nueva Delhi ha sido reconocida como la séptima ruta regional de mayor tráfico en el mundo por la Official Airline Guide (OAG), basándose en el número de vuelos por semana. Hay más de 50 vuelos diarios entre los dos aeropuertos en cada dirección. El aeropuerto es el principal acceso al subcontinente y en él operan 46 aerolíneas internacionales, además es la base de operaciones para la aerolínea de bandera Air India. También es un centro de conexión para operadores regionales tales como Go Air, Spice Jet y Índigo. El tráfico internacional tiene su pico durante la noche, mientras que el pico del tráfico tico se registra durante la mañana. Sin embargo, al menos un 45% del tráfico se registra diariamente entre las 10:00 y 18:30.
En los once meses que van de abril de 2006 a febrero de 2007, el aeropuerto, el de mayor tráfico de la India, registró más de 20 millones de pasajeros, de los cuales 13,56 millones correspondieron a pasajeros regionales y 6,73 millones a pasajeros internacionales. El incremento fue de 21,28% con respecto al período 2005-2006, cuando había sido de 17,6 millones de pasajerosw.
Ver fuente y consulta Wikidata.

## Estructura

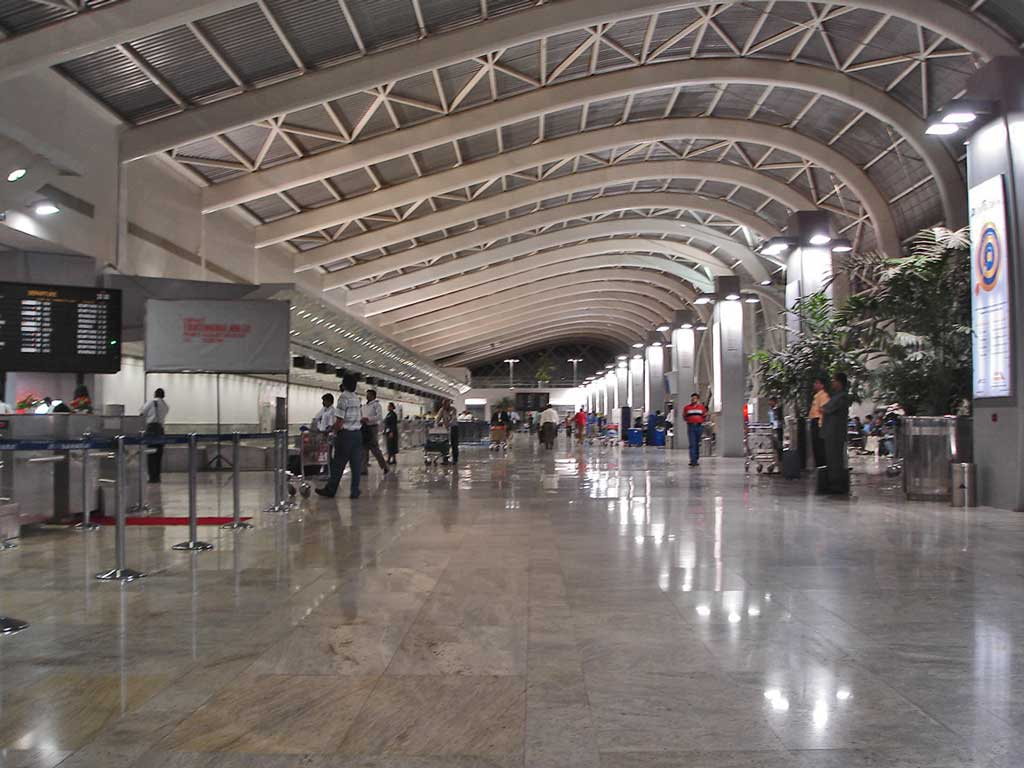
Interior de la terminal regional 1B.

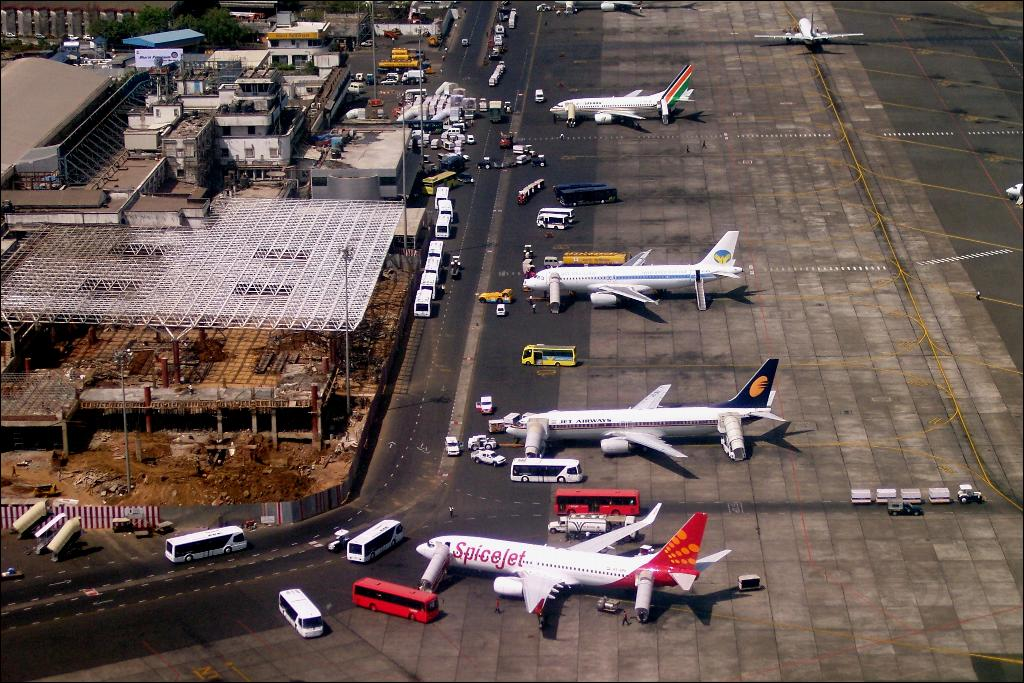
Vista de las rampas de la terminal regional.

El aeropuerto está conformado por una terminal internacional (Terminal 2 o Terminal Sahar) y la terminal regional (Terminal 1 o Terminal Santacruz). Estas terminales utilizan la misma área de maniobras pero están físicamente separadas, a unos 10-15 minutos de manejo entre ellas. Las autoridades aeroportuarias de la India proveen de servicio de transferencia entre las terminales regional e internacional para los pasajeros que lo requieran. La Terminal uno se subdivide en Terminal 1A, inaugurada en abril de 1992, y es utilizada por Alliance Air y Go Air. En la vieja Terminal 1B operan SpiceJet, Air Deccan y otras aerolíneas privadas regionales. La Terminal 2, diseñada por Aéroports de Paris e inaugurada en enero de 1981, es en la actualidad la Terminal 2A (el complejo original consistente en las bahías de estacionamiento 41-46, o puertas de embarque 3 a 8, además contó con el primer puente de embarque de Asia Meridional) que sirve a la mayor parte de las aerolíneas; mientras que la Terminal 2C, inaugurada en octubre de 1999, es de uso exclusivo de Air India, Air India Express y otras aerolíneas cuyas operaciones en tierra son llevadas a cabo por Air India. La Terminal 2B, en la actualidad en desuso, funcionó como una extensión de la Terminal 2C entre septiembre de 1986 a octubre de 1999. 
El Aeropuerto Internacional Chhatrapati Shivaji tiene dos pistas cruzadas, las pistas 09/27 y 14/32. La pista 14/32 (2.925 m) se extiende entre las Terminales 1 y 2, mientas que la pista 09/27 (3.489 m) la cruza al sur de los edificios de las terminales. La aproximación por ILS está disponible en las cabeceras 27 (CAT II), y 09, 14 y 32 (todas CAT I). 
Actualmente, sólo 3.445 m de la pista 09/27 y la pista 14/32 en toda su extensión son utilizables, especialmente para aterrizajes. Al aterrizar por la cabecera 14, es necesario que la aeronave gire y se desplace por la pista hasta la primera salida. Debido a trabajos de mantenimiento, la pista 09/27 no está disponible para aterrizajes ni para despegues entre las 07:15 y 09:15, los lunes y sábados; y entre las 07:15 y 8:45 los miércoles.
Desde el 1° de enero de 2006, ambas pistas están siendo operadas simultáneamente durante tres horas en la mañana, de 05:30 a 08:30. En promedio, unos 50 vuelos operados con aeronaves pequeñas han despegado diariamente de la pista 14/32 durante esas horas. Dado que el experimento resultó ser exitoso, recientemente también se ha decidido llevar adelante un uso simultáneo en horas de la tarde. No queda claro si esto será por dos o tres horas. Una tasa de 25 despegues por hora es lo que se busca alcanzar a la tarde.
El problema de la utilización de la pista 14/32 son: en primer lugar, la controversial nueva torre de control construida en 1996 y de unos 72 m de altura, constituye un obstáculo para la aproximación mediante uso de instrumental; y en segundo lugar, una prominencia, Trombay Hill, se ubica cerca de la cabecera 32, una aproximación que también ha sido cuestionada recientemente por agencias de seguridad por la localización del Centro de Investigación Atómica de Bhabha (BARC, por sus siglas en inglés) en su ruta de vuelo.

## Mejoras
El aeropuerto ha sufrido modificaciones con el fin de hacerlo compatible con el nuevo Airbus A380. Los cambios incluyen la instalación de dos puentes de embarque, la expansión de las bahías de maniobra y refuerzos de la pista. La Terminal 2C será la responsable del embarque y desembarque de pasajeros. La Terminal 1B tiene ahora un área para el check-in renovada. 
Durante marzo y abril de 2006, salidas rápidas a la calle de rodaje fueron construidas para la pista principal 09/27, dado que los vuelos entre las 12:00 y 20:00 eran operados solamente desde la pista 14/32, lo que implicaría demoras inevitables ya que sólo puede operar 15 vuelos por hora contra los 30 de la pista 09/27, además de que puede operar con aeronaves de gran tamaño como los A340, A330, 747 y 777. 
Recientemente un consorcio denominado Mumbai International Airport Ltd (MIAL), integrado por GVK y Airports Company of South Africa (ACSA), fue adjudicada para llevar adelante la modernización del aeropuerto, dejando atrás a otros consorcios como Sterlite y Reliance. Entre otras cosas, GVK-ACSA se ha comprometido a trasladar las villas de emergencia con el propósito de construir una nueva pista paralela. Si esto resulta problemático, existe la posibilidad de que se requiera la construcción de un nuevo aeropuerto internacional en Navi Mumbai. El aeropuerto actual seguirá en funcionamiento. La actual política prevé que el consorcio GVK-ACSA tendría derecho a rechazar la opción de la construcción del segundo aeropuerto. Ellos también tendrán derecho a igualar la oferta del mayor oferente si la diferencia en las ofertas es del 10% o menor. Se cree que se producirá una intensa competencia entre GVK/ACSA y el Grupo Reliance por ser adjudicatarios del nuevo aeropuerto.
En tanto, MIAL está llevando adelante la instalación de un sistema de datos centralizado que proveerá información acerca de vuelos, tanto nacionales como internacionales, a todos los dispositivos de información de vuelos de ambas terminales. Hay planes para extender el alcance del sistema a otras áreas del aeropuerto, sitio web e incluso a las principales cadenas de hoteles. Un centro de atención centralizado para brindar información también está en estudio. Mientras la pista paralela parece haber sido descartada, se espera que la torre de control del aeropuerto sea demolida y relocalizada para facilitar las operaciones de pista cruzada.
El Aeropuerto Internacional Chhatrapati Shivaji ha lanzado una red inalámbrica de acceso gratuito, en asociación con Bharti Airtel, para proveer servicios wi-fi en las terminales regional e internacional  Esto significa que los pasajeros en tránsito por las terminales del aeropuerto podrán acceder gratuitamente a internet.

## Aerolíneas y destinos

### Destinos nacionales
Se ofrecen vuelos a las siguientes ciudades de India:
| Ciudad             | Nombre del aeropuerto                               | Aerolíneas                                                       | Aeronaves             | Frecuencias semanales |       |
| India              | India                                               | India                                                            | India                 | India                 | India |
| ------------------ | --------------------------------------------------- | ---------------------------------------------------------------- | --------------------- | --------------------- | ----- |
| Agra               | Aeropuerto de Agra                                  | IndiGo                                                           |                       |                       |       |
| Ahmedabad          | Aeropuerto Internacional Sardar Vallabhbhai Patel   | Air India Akasa Air IndiGo Vistara                               | B737-8MAX* A32x-251N* |                       |       |
| Amritsar           | Aeropuerto Internacional Sri Guru Ram Dass Jee      | Air India IndiGo Vistara                                         | A32x-251N*            |                       |       |
| Aurangabad         | Aeropuerto de Aurangabad                            | IndiGo                                                           |                       |                       |       |
| Ayodhya            | Aeropuerto de Ayodhya                               | IndiGo SpiceJet                                                  |                       |                       |       |
| Bangalore          | Aeropuerto Internacional Kempegowda                 | Air India Air India Express Akasa Air IndiGo SpiceJet Vistara    | B737-8MAX* A32x-251N* |                       |       |
| Bareilly           | Aeropuerto de Bareilly                              | IndiGo                                                           |                       |                       |       |
| Belgaum            | Aeropuerto de Belgaum                               | Star Air                                                         | E                     |                       |       |
| Bhavnagar          | Aeropuerto de Bhavnagar                             | SpiceJet                                                         |                       |                       |       |
| Bhopal             | Aeropuerto Raja Bhoj                                | Air India IndiGo                                                 |                       |                       |       |
| Bhubaneswar        | Aeropuerto Biju Patnaik                             | Air India Express IndiGo Vistara                                 | A32x-251N*            |                       |       |
| Bhuj               | Aeropuerto de Bhuj                                  | Air India Alliance Air                                           | ATR 72-600            |                       |       |
| Calcuta            | Aeropuerto Internacional Netaji Subhas Chandra Bose | Air India Akasa Air IndiGo SpiceJet Vistara                      | B737-8MAX* A32x-251N* |                       |       |
| Chandigarh         | Aeropuerto de Chandigarh                            | IndiGo Vistara                                                   | A32x-251N*            |                       |       |
| Chennai            | Aeropuerto Internacional de Chennai                 | Air India IndiGo SpiceJet Vistara                                | A32x-251N*            |                       |       |
| Coimbatore         | Aeropuerto de Coimbatore                            | Air India IndiGo Vistara                                         | A32x-251N*            |                       |       |
| Darbhanga          | Aeropuerto de Darbhanga                             | SpiceJet                                                         |                       |                       |       |
| Delhi              | Aeropuerto Internacional Indira Gandhi              | Air India Akasa Air IndiGo SpiceJet Vistara                      | B737-8MAX* A32x-251N* |                       |       |
| Dehradun           | Aeropuerto Jolly Grant                              | IndiGo Vistara                                                   | A32x-251N*            |                       |       |
| Dibrugarh          | Aeropuerto de Dibrugarh                             | IndiGo                                                           |                       |                       |       |
| Diu                | Aeropuerto de Diu                                   | Alliance Air                                                     | ATR 72-600            |                       |       |
| Durgapur           | Aeropuerto Kazi Nazrul Islam                        | IndiGo SpiceJet IndiGo                                           |                       |                       |       |
| Goa                | Aeropuerto Internacional de Goa                     | Air India Air India Express Alliance Air IndiGo Vistara          | ATR 72-600 A32x-251N* |                       |       |
| Goa                | Aeropuerto Internacional Manohar                    | Air India Akasa Air IndiGo SpiceJet Vistara                      | B737-8MAX* A32x-251N* |                       |       |
| Gorakhpur          | Aeropuerto de Gorakhpur                             | IndiGo SpiceJet                                                  |                       |                       |       |
| Guwahati           | Aeropuerto Internacional Lokpriya Gopinath Bordoloi | Akasa Air IndiGo SpiceJet                                        | B737-8MAX*            |                       |       |
| Gwalior            | Aeropuerto de Gwalior                               | Akasa Air                                                        | B737-8MAX*            |                       |       |
| Hubli              | Aeropuerto de Hubli                                 | IndiGo                                                           |                       |                       |       |
| Hyderabad          | Aeropuerto Internacional Rajiv Gandhi               | Air India Akasa Air IndiGo SpiceJet Vistara                      | B737-8MAX* A32x-251N* |                       |       |
| Imfal              | Aeropuerto de Imfal                                 | IndiGo                                                           |                       |                       |       |
| Indore             | Aeropuerto Devi Ahilyabai Holkar                    | Air India Alliance Air IndiGo                                    | ATR 72-600            |                       |       |
| Itanagar           | Aeropuerto Donyi Polo                               | IndiGo                                                           |                       |                       |       |
| Jabalpur           | Aeropuerto de Jabalpur                              | IndiGo SpiceJet                                                  |                       |                       |       |
| Jaipur             | Aeropuerto de Jaipur                                | Air India Air India Express IndiGo Vistara                       | A32x-251N*            |                       |       |
| Jaisalmer          | Aeropuerto de Jaisalmer                             | IndiGo SpiceJet (Estacional)                                     |                       |                       |       |
| Jammu              | Aeropuerto de Jammu                                 | IndiGo                                                           |                       |                       |       |
| Jamnagar           | Aeropuerto de Jamnagar                              | Air India                                                        |                       |                       |       |
| Jodhpur            | Aeropuerto de Jodhpur                               | Air India IndiGo                                                 |                       |                       |       |
| Kandla             | Aeropuerto de Kandla                                | SpiceJet                                                         |                       |                       |       |
| Kannur             | Aeropuerto Internacional de Kannur                  | IndiGo                                                           |                       |                       |       |
| Kanpur             | Aeropuerto de Kanpur                                | IndiGo                                                           |                       |                       |       |
| Keshod             | Aeropuerto de Keshod                                | Alliance Air                                                     | ATR 72-600            |                       |       |
| Kochi              | Aeropuerto Internacional de Cochin                  | Air India Akasa Air IndiGo SpiceJet Vistara                      | B737-8MAX* A32x-251N* |                       |       |
| Kolhapur           | Aeropuerto de Kolhapur                              | Star Air                                                         | E                     |                       |       |
| Kozhikode          | Aeropuerto Internacional de Kozhikode               | Air India Air India Express IndiGo                               |                       |                       |       |
| Leh                | Aeropuerto Kushok Bakula Rimpochee                  | IndiGo SpiceJet (Estacional)                                     |                       |                       |       |
| Lucknow            | Aeropuerto Internacional Chaudhary Charan Singh     | Air India Air India Express Akasa Air IndiGo                     | B737-8MAX*            |                       |       |
| Madurai            | Aeropuerto de Madurai                               | Air India Express IndiGo                                         |                       |                       |       |
| Mangalore          | Aeropuerto Internacional de Mangalore               | Air India IndiGo                                                 |                       |                       |       |
| Nagpur             | Aeropuerto Internacional Dr. Babasaheb Ambedkar     | Air India IndiGo                                                 |                       |                       |       |
| Patna              | Aeropuerto Jayaprakash Narayan                      | Air India IndiGo SpiceJet                                        |                       |                       |       |
| Port Blair         | Aeropuerto Internacional Veer Savarkar              | IndiGo SpiceJet                                                  |                       |                       |       |
| Prayagraj          | Aeropuerto de Prayagraj                             | IndiGo                                                           |                       |                       |       |
| Pune               | Aeropuerto de Pune                                  | Air India                                                        |                       |                       |       |
| Raipur             | Aeropuerto Swami Vivekananda                        | IndiGo                                                           |                       |                       |       |
| Rajkot             | Aeropuerto Internacional de Rajkot                  | Air India IndiGo                                                 |                       |                       |       |
| Ranchi             | Aeropuerto Internacional Birsa Munda                | Air India Express IndiGo                                         |                       |                       |       |
| Silchar            | Aeropuerto de Silchar                               | IndiGo                                                           |                       |                       |       |
| Siliguri           | Aeropuerto de Bagdogra                              | Akasa Air IndiGo SpiceJet                                        | B737-8MAX*            |                       |       |
| Sindhudurg         | Aeropuerto de Sindhudurg                            | Alliance Air                                                     | ATR 72-600            |                       |       |
| Srinagar           | Aeropuerto de Srinagar                              | Air India Express Akasa Air IndiGo SpiceJet (Estacional) Vistara | B737-8MAX* A32x-251N* |                       |       |
| Thiruvananthapuram | Aeropuerto Internacional de Trivandrum              | Air India IndiGo Vistara                                         | A32x-251N*            |                       |       |
| Tiruchirappalli    | Aeropuerto Internacional de Tiruchirappalli         | IndiGo                                                           |                       |                       |       |
| Tirupati           | Aeropuerto de Tirupati                              | SpiceJet                                                         |                       |                       |       |
| Udaipur            | Aeropuerto Maharana Pratap                          | Air India IndiGo SpiceJet (Estacional) Vistara                   | A32x-251N*            |                       |       |
| Vadodara           | Aeropuerto de Vadodara                              | Air India IndiGo                                                 |                       |                       |       |
| Varanasi           | Aeropuerto Internacional Lal Bahadur Shastri        | Air India Akasa Air IndiGo SpiceJet Vistara                      | B737-8MAX* A32x-251N* |                       |       |
| Visakhapatnam      | Aeropuerto de Visakhapatnam                         | Air India IndiGo                                                 |                       |                       |       |

### Destinos internacionales
También se brinda servicio a una variedad de destinos internacionales:
| Ciudades por países    | Nombre del aeropuerto                              | Aerolíneas                                                                | Aeronaves                          | Frecuencias semanales |        |
| África                 | África                                             | África                                                                    | África                             | África                | África |
| ---------------------- | -------------------------------------------------- | ------------------------------------------------------------------------- | ---------------------------------- | --------------------- | ------ |
| Egipto                 |                                                    |                                                                           |                                    |                       |        |
| El Cairo               | Aeropuerto Internacional de El Cairo               | Egyptair                                                                  |                                    |                       |        |
| Etiopía                |                                                    |                                                                           |                                    |                       |        |
| Adís Abeba             | Aeropuerto Internacional Bole                      | Ethiopian                                                                 |                                    |                       |        |
| Kenia                  |                                                    |                                                                           |                                    |                       |        |
| Nairobi                | Aeropuerto Internacional Jomo Kenyatta             | IndiGo Kenya Airways                                                      |                                    |                       |        |
| Mauricio               |                                                    |                                                                           |                                    |                       |        |
| Port Louis             | Aeropuerto Internacional Sir Seewoosagur Ramgoolam | Air Mauritius Vistara                                                     | A3x0 A321-251NXLR                  |                       |        |
| Nigeria                |                                                    |                                                                           |                                    |                       |        |
| Lagos                  | Aeropuerto Internacional Murtala Muhammed          | Air Peace                                                                 |                                    |                       |        |
| Seychelles             |                                                    |                                                                           |                                    |                       |        |
| Mahé                   | Aeropuerto Internacional de Seychelles             | Air Seychelles                                                            | A320-251N                          |                       |        |
| Tanzania               |                                                    |                                                                           |                                    |                       |        |
| Dar es-Salam           | Aeropuerto Internacional Julius Nyerere            | Air Tanzania                                                              |                                    |                       |        |
| Uganda                 |                                                    |                                                                           |                                    |                       |        |
| Entebbe                | Aeropuerto Internacional de Entebbe                | Uganda Airlines                                                           | A330-841N                          |                       |        |
| Norteamérica           |                                                    |                                                                           |                                    |                       |        |
| Canadá                 |                                                    |                                                                           |                                    |                       |        |
| Toronto                | Aeropuerto Internacional Toronto Pearson           | Air Canada (Estacional)                                                   |                                    |                       |        |
| Estados Unidos         |                                                    |                                                                           |                                    |                       |        |
| Atlanta                | Aeropuerto Internacional Hartsfield-Jackson        | Air India (Planeado)                                                      |                                    |                       |        |
| Newark                 | Aeropuerto Internacional Libertad de Newark        | Air India                                                                 |                                    |                       |        |
| Nueva York             | Aeropuerto Internacional John F. Kennedy           | Air India                                                                 | B777-237LR                         |                       |        |
| Orlando                | Aeropuerto Internacional de Orlando                | Air India (Planeado)                                                      |                                    |                       |        |
| San Francisco          | Aeropuerto Internacional de San Francisco          | Air India                                                                 | B777-237LR                         |                       |        |
| Asia                   |                                                    |                                                                           |                                    |                       |        |
| Arabia Saudita         |                                                    |                                                                           |                                    |                       |        |
| Dammam                 | Aeropuerto Internacional Rey Fahd                  | Air India flynas IndiGo Vistara                                           | A3xx A32x-251N*                    |                       |        |
| Medina                 | Aeropuerto Príncipe Mohammad Bin Abdulaziz         | Saudia (Estacional)                                                       |                                    |                       |        |
| Riad                   | Aeropuerto Internacional Rey Khalid                | Air India flynas IndiGo Saudia SpiceJet                                   | A3xx                               |                       |        |
| Yeda                   | Aeropuerto Internacional Rey Abdulaziz             | Air India flynas IndiGo Saudia SpiceJet Vistara                           | A3xx A32x-251N*                    |                       |        |
| Azerbaiyán             |                                                    |                                                                           |                                    |                       |        |
| Bakú                   | Aeropuerto de Bakú                                 | Azerbaijan Airlines (Estacional)                                          |                                    |                       |        |
| Bangladés              |                                                    |                                                                           |                                    |                       |        |
| Daca                   | Aeropuerto Internacional de Daca-Hazrat Shahjalal  | IndiGo Vistara                                                            | A32x-251N*                         |                       |        |
| Baréin                 |                                                    |                                                                           |                                    |                       |        |
| Manama                 | Aeropuerto Internacional de Baréin                 | Air India Gulf Air IndiGo                                                 |                                    |                       |        |
| Catar                  |                                                    |                                                                           |                                    |                       |        |
| Doha                   | Aeropuerto Internacional Hamad                     | Air India Akasa Air IndiGo Qatar Airways Vistara                          | B737-8MAX* A32x-251N*              |                       |        |
| Emiratos Árabes Unidos |                                                    |                                                                           |                                    |                       |        |
| Abu Dabi               | Aeropuerto Internacional de Abu Dabi               | Air Arabia Air India Etihad Airways IndiGo Vistara Akasa Air              | A32x A32x-251N*                    |                       |        |
| Dubái                  | Aeropuerto Internacional de Dubái                  | Air India Emirates Flydubai IndiGo SpiceJet Vistara                       | B737 A32x-251N*                    |                       |        |
| Ras Al Khaimah         | Aeropuerto Internacional de Ras Al Khaimah         | IndiGo                                                                    |                                    |                       |        |
| Sharjah                | Aeropuerto Internacional de Sharjah                | Air Arabia Air India Express IndiGo                                       | A32x                               |                       |        |
| Hong Kong              |                                                    |                                                                           |                                    |                       |        |
| Hong Kong              | Aeropuerto Internacional de Hong Kong              | Cathay Pacific Airways                                                    |                                    |                       |        |
| Indonesia              |                                                    |                                                                           |                                    |                       |        |
| Yakarta                | Aeropuerto Internacional Soekarno-Hatta            | IndiGo                                                                    |                                    |                       |        |
| Irak                   |                                                    |                                                                           |                                    |                       |        |
| Bagdad                 | Aeropuerto Internacional de Bagdad                 | Fly Baghdad (suspendido) Iraqi Airways                                    |                                    |                       |        |
| Náyaf                  | Aeropuerto Internacional de Nayaf                  | Fly Baghdad (suspendido) Iraqi Airways                                    |                                    |                       |        |
| Irán                   |                                                    |                                                                           |                                    |                       |        |
| Teherán                | Aeropuerto Internacional Imán Jomeini              | Iran Air                                                                  |                                    |                       |        |
| Israel                 |                                                    |                                                                           |                                    |                       |        |
| Tel Aviv               | Aeropuerto Internacional Ben Gurión                | El Al (reinicia 27 de octubre de 2024)                                    | B7x7                               |                       |        |
| Japón                  |                                                    |                                                                           |                                    |                       |        |
| Tokio                  | Aeropuerto Internacional de Narita                 | All Nippon Airways                                                        |                                    |                       |        |
| Kazajistán             |                                                    |                                                                           |                                    |                       |        |
| Almaty                 | Aeropuerto Internacional de Almatý                 | FlyArystan                                                                | A320x                              |                       |        |
| Kuwait                 |                                                    |                                                                           |                                    |                       |        |
| Ciudad de Kuwait       | Aeropuerto Internacional de Kuwait                 | Air India IndiGo Jazeera Airways Kuwait Airways                           | A32x                               |                       |        |
| Malasia                |                                                    |                                                                           |                                    |                       |        |
| Kuala Lumpur           | Aeropuerto Internacional de Kuala Lumpur           | Batik Air Malaysia Malaysia Airlines                                      |                                    |                       |        |
| Maldivas               |                                                    |                                                                           |                                    |                       |        |
| Malé                   | Aeropuerto Internacional de Malé                   | Air India (Estacional) IndiGo Vistara                                     | A32x-251N*                         |                       |        |
| Nepal                  |                                                    |                                                                           |                                    |                       |        |
| Katmandú               | Aeropuerto Internacional Tribhuvan                 | IndiGo Nepal Airlines Vistara                                             | A32x-251N*                         |                       |        |
| Omán                   |                                                    |                                                                           |                                    |                       |        |
| Mascate                | Aeropuerto Internacional de Mascate                | Air India IndiGo Oman Air Vistara                                         | B7x7 A32x-251N*                    |                       |        |
| Singapur               |                                                    |                                                                           |                                    |                       |        |
| Singapur               | Aeropuerto Internacional de Singapur               | Air India IndiGo Singapore Airlines Vistara                               | A32x A380-841, A350-941 A32x-251N* |                       |        |
| Sri Lanka              |                                                    |                                                                           |                                    |                       |        |
| Colombo                | Aeropuerto Internacional Bandaranaike              | SriLankan Airlines Vistara                                                | A3xx A32x-251N*                    |                       |        |
| Tailandia              |                                                    |                                                                           |                                    |                       |        |
| Bangkok                | Aeropuerto Internacional Don Mueang                | Thai Lion Air                                                             | B737                               |                       |        |
| Bangkok                | Aeropuerto Internacional Suvarnabhumi              | Air India IndiGo SpiceJet Thai Airways Vistara                            | A32x-251N*                         |                       |        |
| Phuket                 | Aeropuerto Internacional de Phuket                 | IndiGo                                                                    |                                    |                       |        |
| Uzbekistán             |                                                    |                                                                           |                                    |                       |        |
| Taskent                | Aeropuerto Internacional de Taskent                | Uzbekistan Airways                                                        |                                    |                       |        |
| Vietnam                |                                                    |                                                                           |                                    |                       |        |
| Ciudad de Ho Chi Minh  | Aeropuerto Internacional de Tan Son Nhat           | VietJet Air Vietnam Airlines                                              | A3xx                               |                       |        |
| Đà Nẵng                | Aeropuerto Internacional de Đà Nẵng                | VietJet Air (Estacional)                                                  | A3xx                               |                       |        |
| Hanói                  | Aeropuerto Internacional de Nội Bài                | VietJet Air Vietnam Airlines                                              | A3xx                               |                       |        |
| Phú Quốc               | Aeropuerto Internacional de Phú Quốc               | VietJet Air (Estacional)                                                  | A3xx                               |                       |        |
| Yemen                  |                                                    |                                                                           |                                    |                       |        |
| Adén                   | Aeropuerto Internacional de Adén                   | Yemenia                                                                   | A3x0                               |                       |        |
| Europa                 |                                                    |                                                                           |                                    |                       |        |
| Alemania               |                                                    |                                                                           |                                    |                       |        |
| Fráncfort del Meno     | Aeropuerto de Fráncfort del Meno                   | Lufthansa Vistara                                                         | B787-9                             | 5                     |        |
| Múnich                 | Aeropuerto de Múnich                               | Lufthansa                                                                 |                                    |                       |        |
| Finlandia              |                                                    |                                                                           |                                    |                       |        |
| Helsinki               | Aeropuerto de Helsinki-Vantaa                      | Finnair (reinicia 31 de marzo de 2024)                                    | A3x0                               |                       |        |
| Francia                |                                                    |                                                                           |                                    |                       |        |
| París                  | Aeropuerto de París-Charles de Gaulle              | Air France Vistara                                                        | B787-9                             | 5                     |        |
| Países Bajos           |                                                    |                                                                           |                                    |                       |        |
| Ámsterdam              | Aeropuerto de Ámsterdam-Schiphol                   | KLM                                                                       |                                    |                       |        |
| Polonia                |                                                    |                                                                           |                                    |                       |        |
| Varsovia               | Aeropuerto Chopin de Varsovia                      | LOT Polish Airlines                                                       |                                    |                       |        |
| Reino Unido            |                                                    |                                                                           |                                    |                       |        |
| Londres                | Aeropuerto de Londres-Heathrow                     | Air Canada (Estacional) Air India British Airways Virgin Atlantic Vistara | B787-9                             |                       |        |
| Suiza                  |                                                    |                                                                           |                                    |                       |        |
| Zúrich                 | Aeropuerto de Zúrich                               | Swiss International Air Lines                                             |                                    |                       |        |
| Turquía                |                                                    |                                                                           |                                    |                       |        |
| Estambul               | Aeropuerto Internacional de Estambul               | IndiGo Turkish Airlines                                                   |                                    |                       |        |
| Oceanía                |                                                    |                                                                           |                                    |                       |        |
| Australia              |                                                    |                                                                           |                                    |                       |        |
| Melbourne              | Aeropuerto Internacional Tullamarine               | Air India                                                                 |                                    |                       |        |